# Insektengiftallergie

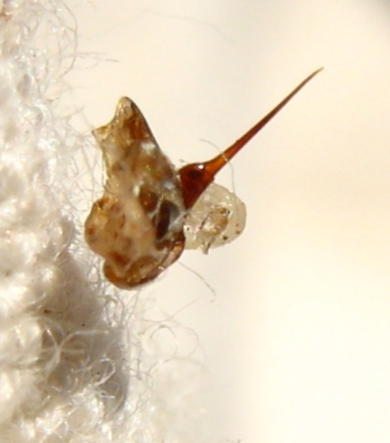
Im Gegensatz zu den anderen Insekten hat der Stachel einer Honigbiene kleinste Widerhaken. Dadurch wird in der elastischen menschlichen Haut der gesamte Stechapparat mitsamt der Giftblase aus dem Hinterleib des Insekts herausgerissen. Ein durch einen Nervenknoten gesteuerter Muskel pumpt dann den gesamten Blaseninhalt in die Stichwunde.

Unter einer Insektengiftallergie (auch Hymenopterengiftallergie) versteht man allergische Reaktionen auf Insektengifte. Solche kommen vorwiegend nach Stichen von Honigbienen (Apis mellifera), Wespen (insbesondere Vespula vulgaris, Vespula germanica), seltener auch Hornissen (Vespa crabro) und Hummeln (Bombus spp.) vor. Diese Insekten haben eine spezielle Verteidigungsstrategie entwickelt, bei der nur die Weibchen mit einem Giftstachel eine artspezifische Giftmischung unter die Haut spritzen. Entwicklungsgeschichtlich war der Stachel zunächst eine Legeröhre von weiblichen Insekten zur Eiablage, erst später diente er durch Kopplung an Giftdrüsen als Waffe zur Verteidigung. Bei Arbeiterinnen, also unfruchtbaren Weibchen staatenbildender Insekten, dient der Stachel jetzt nur noch als Waffe.
Es gibt auch Ameisenarten die stechen können, beispielsweise die Große Knotenameise.
In seltenen Fällen kann auch ein solcher Stich eine allergische Reaktion auslösen.

## Allergene
- Bienengift enthält als Gesamtextrakt 13 derzeit bekannte Bienengiftallergene. Neben dem Majorallergen Phospholipase A (Api m 1) sind u. a. Mellitin (Api m 4), welches den Hauptbestandteil des Trockengewichts des Giftes darstellt, sowie eine Hyaluronidase (Api m 2), eine saure Phosphatase (Api m 3) und Icarapin (Api m 10) als wichtige Bestandteile identifiziert.
- Wespengift besitzt als Hauptallergene die Phospholipase A1 und Phospholipase A2, die Hyaluronidase und das Antigen 5.
- Hornissengift

Da ein Teil des Allergenspektrums zwischen Bienen und Wespen überlappt, können bei einzelnen Allergikern gleichzeitig allergische Reaktionen sowohl nach Bienen- als auch nach Wespenstichen ausgelöst werden. Das Allergenspektrum der Hornissen entspricht weitgehend dem der Wespen.
Während zur Entwicklung einer Sensibilisierung gegenüber Pollen, Tierhaaren oder Hausstaubmilben eine genetische Bereitschaft (Atopie) vorhanden sein muss, ist diese Vorbedingung zum Erwerb einer Insektengiftallergie nicht notwendig. Der Weg zur Sensibilisierung geht bei Insektengiften unter Umgehung des in der Haut (und Schleimhaut) gelegenen Immunsystems (Injektionsallergen).

## Schweregrade der Anaphylaxie
Das klinische Bild infolge des durch einen Insektenstich abgegebenen Gifts führt bei Nicht-Allergikern an der Stichstelle zu schmerzhafter Rötung und Schwellung, die meist weniger als 10 cm im Durchmesser groß sind und innerhalb eines Tages abklingen. Darüber hinaus kann es zu einer gesteigerten örtlichen Reaktion ("large local reaction") kommen, bei der eine erythematöse Schwellung auftritt, die länger als 24 Stunden anhält, meist über die Maße schmerzhaft ist und von milden Allgemeinbeschwerden wie Krankheitsgefühl oder Frösteln begleitet sein kann.
Insektengiftallergien zeigen sich durch Auftreten systemischer Reaktionen (Allgemeinreaktionen). Diese sind durch Symptome gekennzeichnet, die keinen örtlichen Zusammenhang mit der Stichstelle haben und potenziell lebensbedrohlich verlaufen können, denn sie sind bei Erwachsenen die Hauptauslöser so genannter anaphylaktischer Reaktionen.
Diese werde in vier Schweregrade eingeteilt:
- Schweregrad I: Juckreiz, Erröten, Nesselsucht, Schwellung insbesondere des Gesichtes, der Augenlider;
- Schweregrad II: erste Herz-Kreislauf Beschwerden wie Tachykardie, niedriger Blutdruck, sowie Magen-Darm-Beschwerden wie Übelkeit;
- Schweregrad III: Schock, schwere Atemnot, Bewusstseinstrübung. Es kann zu Defäkation und Miktion kommen;
- Schweregrad IV: Atemstillstand und Kreislaufstillstand.

Ein Anaphylaxie-Patient muss nicht zwangsläufig alle Stadien I-IV durchlaufen.
In Deutschland reagieren bis zu 3,5 % der Bevölkerung mit systemischen Reaktionen auf einen Insektenstich, bei bis zu 25 % treten gesteigerte örtliche Reaktionen (Schwellung größer als 10 cm im Durchmesser für länger als 24 Stunden) auf. Vor allem Wespenstiche sind im deutschsprachigen Raum bei Erwachsenen die häufigsten gemeldeten Auslöser schwerer Anaphylaxien. Jährlich werden vom Statistischen Bundesamt etwa 20 Todesfälle durch Bienen-, Wespen- oder Hornissenstiche erfasst, in der Schweiz ist die Mortalität bezogen auf die Bevölkerungszahl etwa doppelt so hoch.

## Diagnose
Die Diagnostik gründet sich auf drei bedeutungsvolle Pfeiler, welche gegebenenfalls erweitert werden können: Anamnese, Hauttests und Antikörperbestimmung im Blut. Die Hauttests und die Antikörperbestimmung werden zur sicheren Diagnose in der ersten Woche sowie wiederholend vier bis sechs Wochen nach dem Stich vorgenommen. Sollte eine zweimalige Bestimmung nicht möglich sein, so empfiehlt sich eine Untersuchung zwei Wochen nach Stichereignis.
Ziel der Diagnostik ist zunächst die klinische Klassifikation der Schwere der Stichreaktion (Schweregrad I–IV). Allgemeinreaktionen werden durch IgE-Antikörper des allergischen Patienten ausgelöst, die gegen Komponenten des Insektengifts gerichtet sind. Entsprechend zielt die Diagnostik auf den Nachweis dieser spezifischen Antikörper im Blutserum, um eine allergische Insektengiftsensibilisierung nachzuweisen. Vervollständigend wird das individuelle Anaphylaxierisiko des Allergikers erfasst.

### Algorithmus
Die Diagnose einer Insektengiftallergie und folglich die Indikationsstellung zu einer spezifischen Immuntherapie mit Bienen- bzw. Wespengift richtet sich nach einem definierten Schema, das im Folgenden vereinfacht dargestellt ist:
1. Es muss zunächst die Anamnese einer anaphylaktischen Reaktion, d. h. eine lokal auftretende Symptome überschreitende Reaktion, erhoben werden
2. Hauttest auf Insektengift und Antikörperbestimmung im Rahmen einer herkömmlichen Blutentnahme. Bestimmt werden hierbei die spezifischen Antikörper gegen das Gesamtbienen- und Gesamtwespengift
Wenn nun die Auswertung der Blutwerte mit dem anamnestisch mutmaßlichen Insekt, das für die Anaphylaxie verantwortlich war, übereinstimmen, so ist die Diagnose der entsprechenden Insektengiftallergie gestellt und der Patient ist einer spezifischen Immuntherapie zuzuführen.
Es ergeben sich weitere diagnostische Schritte, falls dies nicht eindeutig zu klären sein sollte: Dies tritt ein, falls
  - die Auswertung der Blutwerte nicht mit der Anamnese übereinstimmen (z. B. vermeintliches Insekt, das die Anaphylaxie hervorrief, als Biene identifiziert, jedoch negative Antikörperwerte gegen Gesamtbienengift und/oder positive Werte gegen Gesamtwespengift)
  - Antikörper auf Gesamtbienen- und Gesamtwespengift positiv sind, jedoch nicht erinnerbar ist, dass Stiche beider Insekten eine anaphylaktische Reaktion provozierten. Sollte der Fall sein, dass auf beide Insektenstiche anaphylaktische Reaktionen erinnerbar sind, so ist eine weitere Diagnostik dringend notwendig und eine spezifische Immuntherapie auf beide Insektengifte indiziert.
3. Wiederholung des Hauttests und Bestimmung der spezifischen Antikörper gegen Allergenkomponenten  (Biene: Api m 1; Wespe: Ves v 1 und Ves v 5), die im Bienen- und Wespengift vorhanden sind. Die Bestimmung der Sensibilisierung auf einzelne Allergenkomponenten ermöglicht eine nahezu sichere Identifizierung der Insektengiftallergie, so dass bei vorher bestehenden Unsicherheiten der Patient einer adäquaten Immuntherapie zugeführt werden kann.
4. In einem letzten Schritt kann bei weiterhin bestehender diagnostischer Unsicherheit ein Basophilen-Aktivierungstest (BAT) angeschlossen werden. Dieser testet auf zellulärer Ebene die Reaktivität von basophilen Granulozyten auf Allergenstimuli.

#### Anamnese
Wertvolle Grundlage jeder Diagnostik ist die Befragung des Patienten. Befragt wird nach Anzahl, Symptomen und Ablauf der Stichreaktion, der Umstände der Ereignisse und der Art des Insekts. Die Kenntnis der Dauer zwischen Stich und Reaktion bzw. der Symptome ermöglicht die Diagnose oder den Ausschluss einer Anaphylaxie. Hautsymptome sind bei Anaphylaxie typisch, oft beginnend mit Juckreiz an den Handflächen, Fußsohlen, Kopfhaut und im Genitalbereich, jedoch nicht obligat. Insbesondere bei schweren Reaktionen mit Bewusstseinsverlust sind diese Anfangssymptome häufig nicht erinnerbar. Ausschließlich subjektive Beschwerden wie Angst, Herzklopfen, Schwächegefühl sprechen eher gegen eine Anaphylaxie, schließen diese aber nicht aus.
Das individuelle Anaphylaxierisiko wird erhoben, weil eine höhere Gefährdung für Patienten besteht, wenn diese eine vermehrte Insektenexposition (bedingt durch Imkertätigkeit, einen Beruf z. B. als Obst- oder Bäckereiverkäufer, Waldarbeiter, Gärtner, Landwirt, LKW-Fahrer, oder infolge intensiver Ausübung von Aktivitäten im Freien) vorweisen. Das Risiko schwerer Anaphylaxien wird ebenfalls potenziert, wenn in der Vergangenheit eine Schweregrad III oder IV Reaktion auftrat, außerdem bei Patienten ab etwa dem 40. Lebensjahr, bei kardiovaskulären Erkrankungen, bei Vorliegen eines Asthma bronchiale, bei Einnahme bestimmter Medikamente (u. a. Betablocker, ACE-Hemmer), bei körperlichen oder psychischen Belastungssituationen oder erhöhten basalen Serumtryptasekonzentrationen, insbesondere im Rahmen einer Mastozytose.

#### Hauttests
Hauttests werden mit verschiedenen, als Arzneimittel verfügbare, Insektengiften (z. B. Bienen- und Wespengift) und Positiv- (Histamin) sowie Negativkontrollen (isotonische Kochsalzlösung) vorgenommen. Dies geschieht im Rahmen eines Pricktests bzw. eines Intrakutantests in verschiedenen Giftkonzentrationen.

#### Spezifische IgE-Antikörper im Serum
Spezifische IgE-Antikörper sind für die Manifestation einer anaphylaktischen Reaktion verantwortlich. Im Rahmen einer herkömmlichen venösen Blutentnahme werden diese Antikörper im Serum des Patienten bestimmt. Häufig können von einer anaphylaktischen Reaktion betroffene Patienten das mutmaßliche Insekt nicht exakt identifizieren. Die Antikörperbestimmung ermöglicht infolge der Interpretation des individuellen Sensibilisierungsprofils des Patienten die Identifizierung des krankheitsursächlichen Insekts. Der Patient kann so sicher der für ihn geeigneten Therapie zugeführt werden, damit in Zukunft erfolgende Insektenstiche ohne lebensbedrohliche Folgen überstanden werden können.

## Therapie
Da Insektengift-Allergien potentiell lebensbedrohlich verlaufen können, ist es wichtig, dass alle Stichreaktionen, bei denen zu einer maximal handflächengroßen Schwellung noch weitere Reaktionen (wie zum Beispiel Atemnot, Bauchbeschwerden, Schwindel, Kreislaufprobleme oder gar Bewusstlosigkeit) aufgetreten sind, durch einen Allergologen abgeklärt werden.
An Ort und Stelle empfiehlt sich die sofortige rasche Entfernung des gegebenenfalls steckengebliebenen Stachels. Der Stachelapparat sollte dabei nicht mit den Fingern zusammengepresst werden. Dies würde ein Ausdrücken des Giftsacks mit folglich weiterer Injektion des Insektengifts provozieren. Daher erfolgt die optimale Entfernung durch Wegkratzen mit einem Fingernagel.

### Örtliche Reaktion
Die örtliche Reaktion wird mit einem stark wirksamen Glukokortikoid topisch (lokal in Form einer Creme oder eines Gels) behandelt. Unterstützend hilft ein kühlender, feuchter Umschlag, um die Entzündungsreaktion adjuvant zu mildern. Außerdem wird ein Antihistaminikum in Form einer Tablette oral eingenommen.
Sollte die örtliche Reaktion gesteigert sein, so kann eine kurzfristige systemische Glukokortikoidtherapie indiziert sein.

### Systemische Reaktion
Patienten mit Auftreten systemischer Reaktion infolge eines Insektenstiches bedürfen dringend einer langfristigen Versorgung. Diese gründet auf drei wesentliche Komponenten: Allergenvermeidung, Selbsthilfemaßnahmen des Patienten bei erneutem Stich und Hyposensibilisierung.

#### Allergenvermeidung
Zu den Maßnahmen, einen Hymenopterenstich zu vermeiden, gehören u. a.: Vermeiden des Verzehres von Speisen oder Getränken im Freien, Hände- und Mundwaschen nach dem Essen, weitgehend bedeckende Kleidung, nicht Barfußlaufen, kein offenes Schuhwerk, dicht anliegende Kleidung beim Motorradfahren und mit einem Netz versehene Fahrradhelme. Es empfiehlt sich, besonders an Tagen mit schwülheißer Witterung sehr vorsichtig zu sein, da Insekten insbesondere dann aggressiv sind.
Helle Kleidungsstücke sind dunklen vorzuziehen, Wohnungsfenster sollten tagsüber geschlossen bleiben bzw. durch Insektennetze gesichert werden. Abends kein Licht bei geöffnetem Fenster, weil Hornissen nachtaktiv sind und Lichtquellen anfliegen. Einem erhöhten Stichrisiko setzt man sich des Weiteren beim Obst- oder Blumenpflücken, in der Nähe von Abfallkörben und bei Verwendung von parfümierten Kosmetika aus.
Sollte sich ein Insekt annähern sind hastige oder gar schlagende Bewegungen zu vermeiden. Stattdessen sollte ein ruhiger Rückzug mit langsamen Bewegungen erfolgen.
Chemische Insektenabwehrmittel bieten hingegen keinen Schutz!

#### Selbsthilfemaßnahmen
Zur Selbstbehandlung bei erneutem Stich erhält der Patient ein sogenanntes „Notfallset“, welches folgende Medikamente enthält:
- schnellwirkendes perorales H1-blockierendes Antihistaminikum, z. B. Cetirizin, Levocetirizin oder Fexofenadin
- ein Glukokortikoid zur oralen Anwendung, bei jüngeren Kindern auch als Suppositorium
- Adrenalin in Form eines Autoinjektors zur intramuskulären Injektion
- zusätzlich bei Patienten mit Asthma bronchiale oder deutlicher Verengung der Bronchien ein rasch wirkendes β2-Sympathomimetikum zur Inhalation.

Das zeitliche Vorgehen der Applikation erfolgt nach der oben gelisteten Reihenfolge: unmittelbar nach dem Stich werden das Antihistaminikum und das Glukokortikoid eingenommen. Adrenalin wird erst dann via Autoinjektor verabreicht, wenn über Hautreaktionen hinausreichende systemische Symptome auftreten (z. B. Atemnot, Schwindel, Übelkeit). In der Schweiz wird abweichend hierzu bereits bei einer generalisierten Hautreaktion zur Verabreichung von Adrenalin intramuskulär geraten. Allgemein gilt, dass unverzüglich ärztliche Hilfe in Anspruch genommen werden muss.

#### Hyposensibilisierung
Die Behandlung einer Insektengiftallergie erfolgt durch eine spezifische Immuntherapie, auch Hyposensibilisierung genannt. Sie benötigt in der Regel drei bis fünf Jahre und zeigt sehr gute Ansprechraten von ca. 90 % Schutz. Beim Vorliegen einer Insektengiftallergie sollten besonders gefährdete oder besonders besorgte Allergiker auch eine „Schnell-Hyposensibilisierung“ in Erwägung ziehen, bei der das Therapieziel innerhalb weniger Tage bis Wochen erzielt werden kann. Eine solche Therapie muss aufgrund des deutlich erhöhten Therapie-Risikos durch erfahrene Allergologen in einer Klinik durchgeführt werden, damit Fachkräfte bei einer anaphylaktischen Reaktion sofort optimal eingreifen können.
Nach den Empfehlungen der EAACI (European Academy of Allergy and Clinical Immunology) besteht bei Erwachsenen die Indikation zur Hyposensibilisierung bei:
- Patienten, die infolge eines Insektenstiches eine Reaktion Grad II erlitten haben und
- Patienten mit individuellen Risikofaktoren oder einer Einschränkung der Lebensqualität durch die Insektengiftallergie ab einer Grad-I-Reaktion.

Der Nachweis einer spezifischen Sensibilisierung (spezifisches IgE im Serum, Hauttest) auf das reaktionsauslösende Gift ist für die Hyposensibilisierung bedingend.
Als „natürliches Modell“ einer Hyposensibilisierung können die Imker gelten: auch sie erwerben durch regelmäßige und in kurzen Abständen erhaltene Bienenstiche eine spezifische Toleranz gegenüber Bienengift. Dennoch ist selbst bei ihnen eine spontane, allergische Reaktion nicht auszuschließen.